# Großer Preis von Kanada 2007
Der Große Preis von Kanada 2007 (offiziell Formel 1 Grand Prix du Canada 2007) fand am 10. Juni auf dem Circuit Gilles-Villeneuve in Montreal statt und war das sechste Rennen der Formel-1-Weltmeisterschaft 2007.

## Bericht

### Hintergrund
Am 17. und 18. Mai fand auf dem Paul Ricard Circuit in Frankreich eine Testsession statt bei der die Strecke so konfiguriert wurde, dass sie den Eigenschaften des Circuit Gilles-Villeneuve entsprach. Ferrari war das schnellste Team bei diesem Test.
Nach dem Großen Preis von Monaco führten Fernando Alonso und Lewis Hamilton in der Fahrerwertung punktgleich mit fünf Punkten vor Felipe Massa. In der Konstrukteurswertung führte McLaren-Mercedes mit 20 Punkten vor Ferrari und mit 46 Punkten vor BMW Sauber.
Mit Alonso, Kimi Räikkönen und Ralf Schumacher (jeweils einmal) traten drei ehemalige Sieger zu diesem Grand Prix an.

### Training
Im ersten freien Training fuhr Alonso in 1:17,759 Minuten die schnellste Zeit vor Hamilton und Räikkönen.
Im zweiten freien Training war erneut Alonso mit 1:16,550 Minuten Schnellster, gefolgt von Massa und Hamilton.
Das dritte freie Training entschied mit einer Zeit von 1:16,071 Minuten dann Hamilton für sich. Räikkönen wurde Zweiter, Alonso Dritter.

### Qualifying
Das Qualifying bestand aus drei Teilen mit einer Nettolaufzeit von 45 Minuten. Im ersten Qualifying-Segment (Q1) hatten die Fahrer 18 Minuten Zeit, um sich für das Rennen zu qualifizieren. Alle Fahrer, die im ersten Abschnitt eine Zeit erzielten, die maximal 107 Prozent der schnellsten Rundenzeit betrug, qualifizierten sich für den Grand Prix. Die besten 16 Fahrer erreichten den nächsten Teil. Räikkönen fuhr mit 1:16,468 Minuten die beste Rundenzeit. Anthony Davidson, Schumacher, Heikki Kovalainen, Alexander Wurz und die beiden Spyker schieden aus.
Im zweiten Qualifikationsabschnitt (Q2) war dann Hamilton mit 1:15,486 Minuten Schnellster. Takuma Satō, beide Toro Rosso, beide Honda und David Coulthard schieden aus.

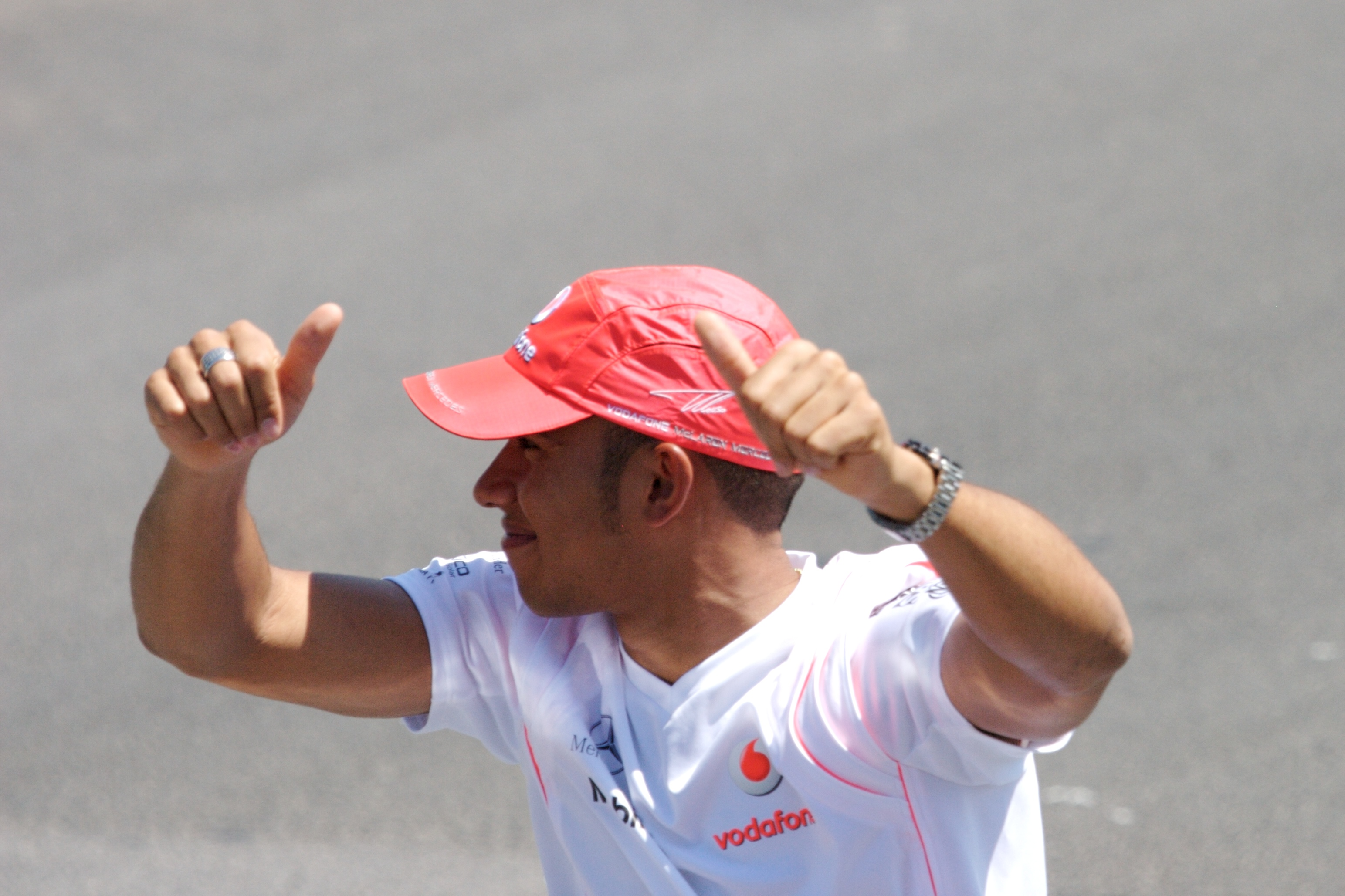
Lewis Hamilton sicherte sich seine erste Pole-Position

Im letzten Qualifikationsabschnitt (Q3) fuhr Hamilton mit 1:15,707 Minuten die schnellste Runde und sicherte sich so seine erste Pole-Position. Zweiter wurde Alonso vor Heidfeld.

### Rennen
Hamilton führte vom Start an weg, während sich Alonso einen Schaden an seinem Wagen zugezogen hatte, nachdem er sich in Kurve eins verschätzte. Im Verlauf des Rennens machte er diesen Fehler drei weitere Male. Jenson Button hatte zu Beginn des Rennens ein Getriebeproblem, wodurch er in der Startaufstellung zum Stillstand kam. Christijan Albers startete aus der Boxengasse. Für den ersten Unfall des Rennens sorgte Scott Speed, der den Heckflügel von Wurz beschädigte und mit einer gebrochenen Aufhängung aufgeben musste. 
In Runde 22 verunfallte Adrian Sutil und das Safety-Car musste eingesetzt werden. Die Boxengasse wurde gesperrt, aber Alonso und Nico Rosberg mussten an die Box, um zu verhindern, dass ihnen der Treibstoff ausging, und erhielten jeweils eine Zehn-Sekunden-Stop-and-Go-Strafe. Nachdem die Boxengasse wieder geöffnet worden war und das restliche Feld an die Box gekommen war, verließen Massa und Giancarlo Fisichella die Boxengasse, während die Ampel noch auf Rot stand. Beide wurden daher in Runde 51 disqualifiziert.

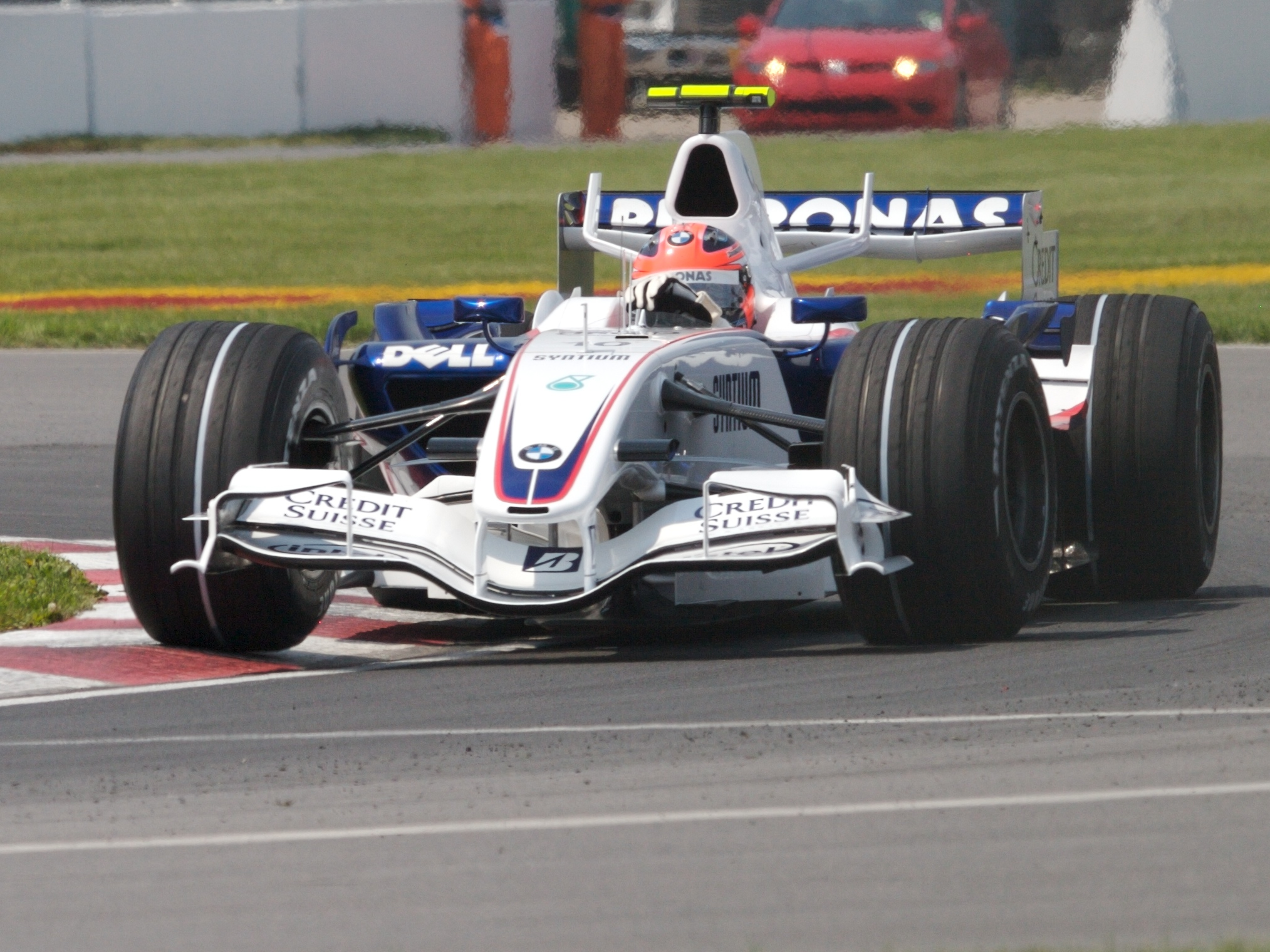
Robert Kubica im BMW Sauber

Beim Neustart des Rennens in Runde 26 traf Robert Kubica das Heck von Jarno Trulli. Der Aufprall zwang Kubica auf das Gras am Streckenrand, wo sein Wagen aufgrund einer Bodewelle hart in die Mauer einschlug und er drei Räder verlor. Beim ersten Aufprall überschlug sich sein Wagen und kam gegen die Leitplanke im Auslaufbereich auf der anderen Seite der Strecke zum Stehen. Obwohl erste Berichte besagten, dass er sich das Bein gebrochen hatte, erlitt Kubica lediglich eine Knöchelverstauchung und eine Gehirnerschütterung. Nach diesem Unfall kam erneut das Safety Car zum Einsatz. 
Das Safety-Car kam auch in Runde 50 zum Einsatz, da Trümmer aus einem Unfall von Albers in der vorherigen Runde zurückblieben, und in Runde 55, weil Vitantonio Liuzzi gegen die „Wall of Champions“ prallte.

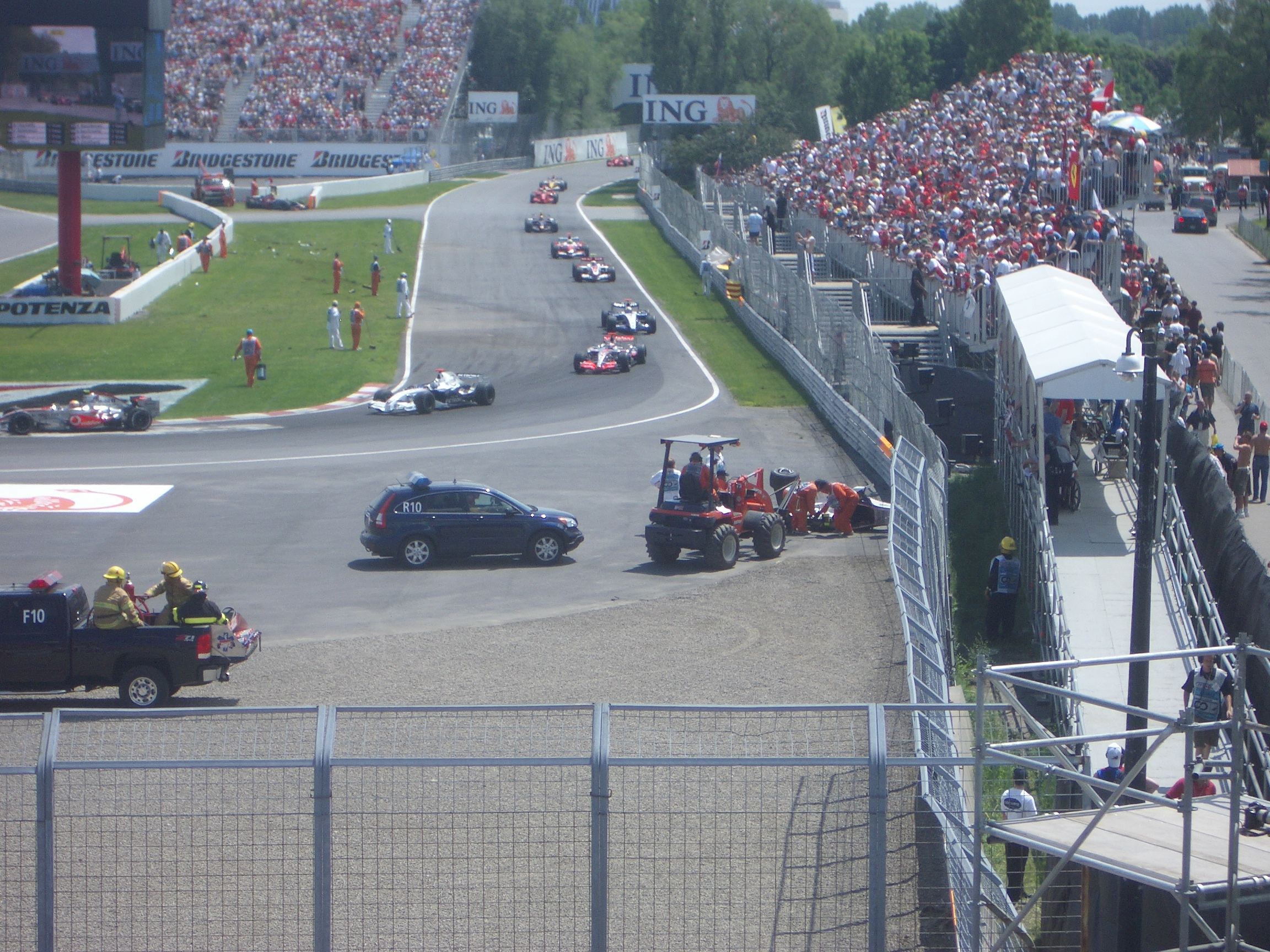
Der Bolide von Robert Kubica nach dem heftigen Crash

Davidson musste einen außerplanmäßigen Boxenstopp einlegen, nachdem er ein Murmeltier traf und dieses seinen Frontflügel zerstörte. Eine Runde später musste Coulthard wegen eines Getriebeproblems aufgeben.

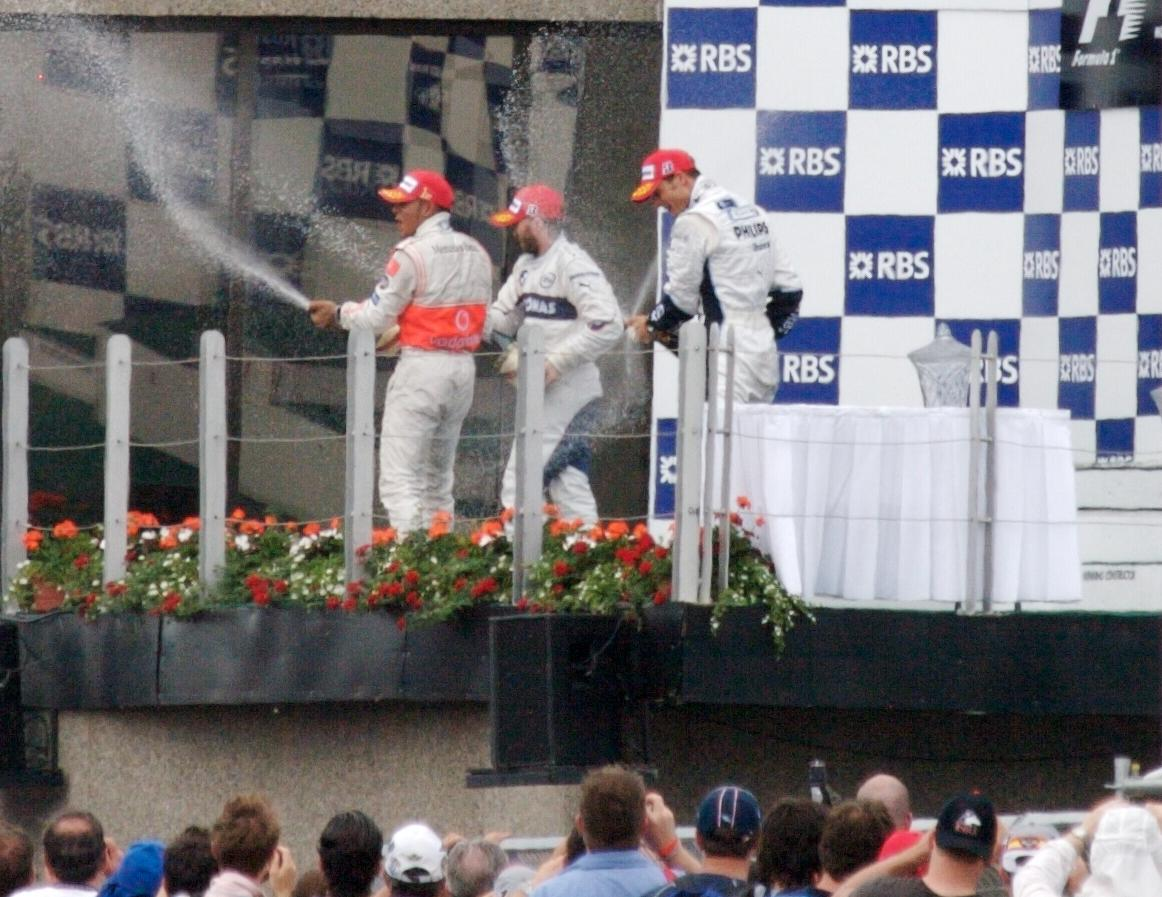
Das Podium

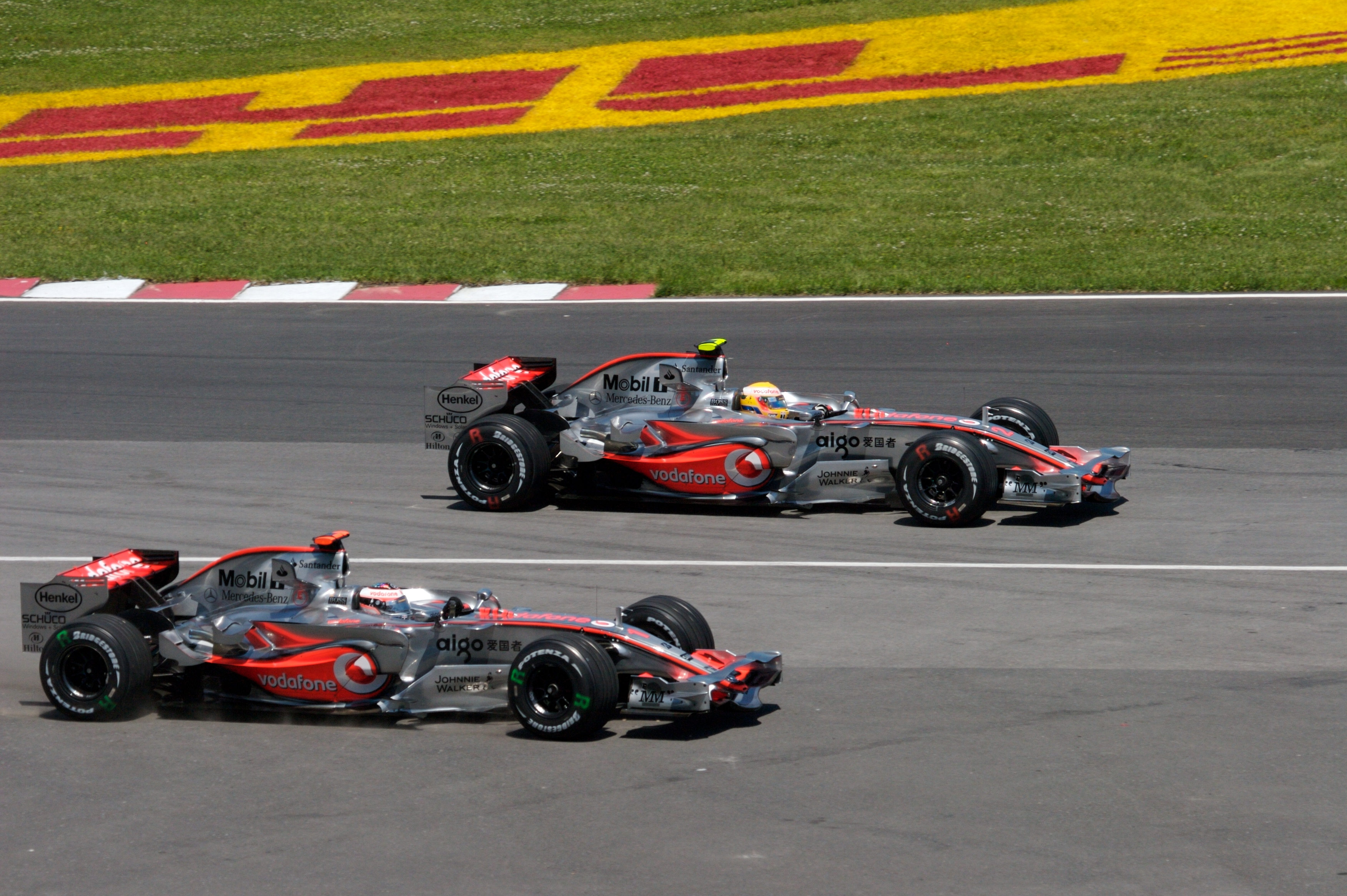
Die Teamkollegen Lewis Hamilton und Fernando Alonso bei der Anfahrt zu ersten Kurve

Heidfeld belegte den zweiten Rang, nachdem er den Großteil des Rennens hinter Hamilton lag. Wurz fuhr in seinem Williams von Startplatz 19 durch das Feld und wurde mit nur einem Boxenstopp Dritter. Hamilton gewann sein erstes Formel-1-Rennen und ist mit insgesamt 105 Siegen (Stand Saisonende 2024) Rekordsieger. Für Hamilton war es zudem das sechste Podium im sechsten Rennen. Einschließlich der beiden Disqualifikationen konnten zehn Fahrer das Rennen nicht beenden, sechs davon aufgrund von Unfällen. 
Hamilton übernahm auch die Führung in der Weltmeisterschaft, die größer wurde, nachdem Satō Alonso am Ende des Rennens überholte. Mit Rang sechs holte Satō zudem das beste Ergebnis für Super Aguri in deren Formel-1-Historie. 

### Nach dem Rennen
Alonso und das Ferrari-Team waren vom Ausgang des Rennens enttäuscht. Alonso lag in der Fahrerwertung nun acht Punkte hinter Hamilton, da er den siebten Platz belegte. Ferrari verlor sowohl in der Konstrukteurs- als auch in der Fahrerwertung an Boden, nachdem es im Rennen insgesamt nur vier Punkte geholt hatte. Alonso glaubte, Hamilton habe „sehr großes Glück“ gehabt, das Rennen gewonnen zu haben, und gratulierte seinem Teamkollegen nach dem Rennen nicht. Hamiltons Leistung wurde als fehlerfrei empfunden und war aufgrund der vier Einsätze des Safety Cars umso beeindruckender. 
Aufgrund seines Unfalls konnte Kubica nicht am nächsten Grand Prix in den USA teilnehmen. Die Entscheidung, ihn nicht an Rennen teilnehmen zu lassen, wurde vom Sportverband FIA getroffen, da sie der Ansicht waren, dass es ein zu großes Risiko für ihn darstellte, im Falle eines weiteren Unfalls so kurz nach diesem Unfall anzutreten, obwohl Kubica dies behauptete „bereit zum Rennen“. Er wurde für das nächste Rennen durch Sebastian Vettel ersetzt. 

## Meldeliste
| Team                        | Nr. | Fahrer               | Chassis           | Motor                | Reifen |
| --------------------------- | --- | -------------------- | ----------------- | -------------------- | ------ |
| Vodafone McLaren Mercedes   | 01  | Fernando Alonso      | McLaren MP4-22    | Mercedes-Benz 2.4 V8 | B      |
| Vodafone McLaren Mercedes   | 02  | Lewis Hamilton       | McLaren MP4-22    | Mercedes-Benz 2.4 V8 | B      |
| ING Renault F1 Team         | 03  | Giancarlo Fisichella | Renault R27       | Renault 2.4 V8       | B      |
| ING Renault F1 Team         | 04  | Heikki Kovalainen    | Renault R27       | Renault 2.4 V8       | B      |
| Scuderia Ferrari Marlboro   | 05  | Felipe Massa         | Ferrari F2007     | Ferrari 2.4 V8       | B      |
| Scuderia Ferrari Marlboro   | 06  | Kimi Räikkönen       | Ferrari F2007     | Ferrari 2.4 V8       | B      |
| Honda Racing F1 Team        | 07  | Jenson Button        | Honda RA107       | Honda 2.4 V8         | B      |
| Honda Racing F1 Team        | 08  | Rubens Barrichello   | Honda RA107       | Honda 2.4 V8         | B      |
| BMW Sauber F1 Team          | 09  | Nick Heidfeld        | BMW Sauber F1.07  | BMW 2.4 V8           | B      |
| BMW Sauber F1 Team          | 10  | Robert Kubica        | BMW Sauber F1.07  | BMW 2.4 V8           | B      |
| Panasonic Toyota Racing     | 11  | Ralf Schumacher      | Toyota TF107      | Toyota 2.4 V8        | B      |
| Panasonic Toyota Racing     | 12  | Jarno Trulli         | Toyota TF107      | Toyota 2.4 V8        | B      |
| Red Bull Racing             | 14  | David Coulthard      | Red Bull RB3      | Renault 2.4 V8       | B      |
| Red Bull Racing             | 15  | Mark Webber          | Red Bull RB3      | Renault 2.4 V8       | B      |
| AT&T Williams               | 16  | Nico Rosberg         | Williams FW29     | Toyota 2.4 V8        | B      |
| AT&T Williams               | 17  | Alexander Wurz       | Williams FW29     | Toyota 2.4 V8        | B      |
| Scuderia Toro Rosso         | 18  | Vitantonio Liuzzi    | Toro Rosso STR-02 | Ferrari 2.4 V8       | B      |
| Scuderia Toro Rosso         | 19  | Scott Speed          | Toro Rosso STR-02 | Ferrari 2.4 V8       | B      |
| Etihad Aldar Spyker F1 Team | 20  | Adrian Sutil         | Spyker F8-VII     | Ferrari 2.4 V8       | B      |
| Etihad Aldar Spyker F1 Team | 21  | Christijan Albers    | Spyker F8-VII     | Ferrari 2.4 V8       | B      |
| Super Aguri F1 Team         | 22  | Takuma Satō          | Super Aguri SA07  | Honda 2.4 V8         | B      |
| Super Aguri F1 Team         | 23  | Anthony Davidson     | Super Aguri SA07  | Honda 2.4 V8         | B      |

## Klassifikation

### Qualifying
| Pos. | Fahrer               | Konstrukteur       | Q1       | Q2       | Q3       | Start |
| ---- | -------------------- | ------------------ | -------- | -------- | -------- | ----- |
| 01   | Lewis Hamilton       | McLaren-Mercedes   | 1:16,576 | 1:15,486 | 1:15,707 | 01    |
| 02   | Fernando Alonso      | McLaren-Mercedes   | 1:16,562 | 1:15,522 | 1:16,163 | 02    |
| 03   | Nick Heidfeld        | BMW Sauber         | 1:17,006 | 1:15,960 | 1:16,266 | 03    |
| 04   | Kimi Räikkönen       | Ferrari            | 1:16,468 | 1:16,592 | 1:16,411 | 04    |
| 05   | Felipe Massa         | Ferrari            | 1:16,756 | 1:16,138 | 1:16,570 | 05    |
| 06   | Mark Webber          | Red Bull-Renault   | 1:17,315 | 1:16,257 | 1:16,913 | 06    |
| 07   | Nico Rosberg         | Williams-Toyota    | 1:17,016 | 1:16,190 | 1:16,919 | 07    |
| 08   | Robert Kubica        | BMW Sauber         | 1:17,267 | 1:16,368 | 1:16,993 | 08    |
| 09   | Giancarlo Fisichella | Renault            | 1:16,805 | 1:16,288 | 1:17,229 | 09    |
| 10   | Jarno Trulli         | Toyota             | 1:17,324 | 1:16,600 | 1:17,747 | 10    |
| 11   | Takuma Satō          | Super Aguri-Honda  | 1:17,490 | 1:16,743 | –        | 11    |
| 12   | Vitantonio Liuzzi    | Toro Rosso-Ferrari | 1:17,541 | 1:16,760 | –        | 12    |
| 13   | Rubens Barrichello   | Honda              | 1:17,011 | 1:17,116 | –        | 13    |
| 14   | David Coulthard      | Red Bull-Renault   | 1:17,436 | 1:17,304 | –        | 14    |
| 15   | Jenson Button        | Honda              | 1:17,522 | 1:17,541 | –        | 15    |
| 16   | Scott Speed          | Toro Rosso-Ferrari | 1:17,433 | 1:17,571 | –        | 16    |
| 17   | Anthony Davidson     | Super Aguri-Honda  | 1:17,542 | –        | –        | 17    |
| 18   | Ralf Schumacher      | Toyota             | 1:17,634 | –        | –        | 18    |
| 19   | Heikki Kovalainen    | Renault            | 1:17,806 | –        | –        | 21    |
| 20   | Alexander Wurz       | Williams-Toyota    | 1:18,089 | –        | –        | 19    |
| 21   | Adrian Sutil         | Spyker-Ferrari     | 1:18,536 | –        | –        | 20    |
| 22   | Christijan Albers    | Spyker-Ferrari     | 1:19,196 | –        | –        | Box   |

Anmerkungen
1. ↑  Kovalainen erhielt aufgrund eines Motorenwechsels eine Startplatzstrafe von zehn Plätzen.
2. ↑  Albers musste aus der Boxengasse starten, da an seinem Wagen Teile ausgetauscht wurden, als er unter Parc-fermé-Bedingungen stand.

### Rennen
| Pos. | Fahrer               | Konstrukteur       | Runden | Stopps | Zeit        | Start | Schnellste Runde |
| ---- | -------------------- | ------------------ | ------ | ------ | ----------- | ----- | ---------------- |
| 01   | Lewis Hamilton       | McLaren-Mercedes   | 70     | 2      | 1:44:11,292 | 01    | 1:16,494 (37.)   |
| 02   | Nick Heidfeld        | BMW Sauber         | 70     | 2      | + 4,343     | 03    | 1:16,696 (19.)   |
| 03   | Alexander Wurz       | Williams-Toyota    | 70     | 1      | + 5,325     | 19    | 1:17,947 (67.)   |
| 04   | Heikki Kovalainen    | Renault            | 70     | 2      | + 6,729     | 21    | 1:18,368 (67.)   |
| 05   | Kimi Räikkönen       | Ferrari            | 70     | 2      | + 13,007    | 04    | 1:16,861 (21.)   |
| 06   | Takuma Satō          | Super Aguri-Honda  | 70     | 3      | + 16,698    | 11    | 1:18,035 (47.)   |
| 07   | Fernando Alonso      | McLaren-Mercedes   | 70     | 3      | + 21,936    | 02    | 1:16,367 (46.)   |
| 08   | Ralf Schumacher      | Toyota             | 70     | 2      | + 22,888    | 18    | 1:17,910 (38.)   |
| 09   | Mark Webber          | Red Bull-Renault   | 70     | 2      | + 22,960    | 06    | 1:17,618 (47.)   |
| 10   | Nico Rosberg         | Williams-Toyota    | 70     | 3      | + 23,984    | 07    | 1:17,156 (42.)   |
| 11   | Anthony Davidson     | Super Aguri-Honda  | 70     | 3      | + 24,318    | 17    | 1:18,780 (36.)   |
| 12   | Rubens Barrichello   | Honda              | 70     | 2      | + 30,439    | 13    | 1:18,543 (62.)   |
| –    | Jarno Trulli         | Toyota             | 58     | 4      | DNF         | 10    | 1:19,092 (12.)   |
| –    | Vitantonio Liuzzi    | Toro Rosso-Ferrari | 54     | 3      | DNF         | 12    | 1:19,375 (09.)   |
| –    | Christijan Albers    | Spyker-Ferrari     | 47     | 1      | DNF         | Box   | 1:19,254 (21.)   |
| –    | David Coulthard      | Red Bull-Renault   | 36     | 3      | DNF         | 14    | 1:18,981 (19.)   |
| –    | Robert Kubica        | BMW Sauber         | 26     | 1      | DNF         | 08    | 1:17,529 (19.)   |
| –    | Adrian Sutil         | Spyker-Ferrari     | 21     | 0      | DNF         | 20    | 1:19,452 (20.)   |
| –    | Scott Speed          | Toro Rosso-Ferrari | 8      | 0      | DNF         | 16    | 1:20,092 (06.)   |
| –    | Jenson Button        | Honda              | 0      | 0      | DNF         | 15    | –                |
| DSQ  | Felipe Massa         | Ferrari            | 51     | 1      | –           | 05    | 1:16,849 (22.)   |
| DSQ  | Giancarlo Fisichella | Renault            | 51     | 2      | –           | 09    | 1:17,411 (22.)   |

Anmerkungen
1. 1 2  Massa und Fisichella wurden während des Rennens wegen Missachtens der roten Ampel in der Boxengasse disqualifiziert.

## WM-Stände nach dem Rennen
Die ersten acht des Rennens bekamen 10, 8, 6, 5, 4, 3, 2 bzw. 1 Punkt(e).

### Fahrerwertung
| Pos. | Fahrer               | Konstrukteur     | Punkte |
| ---- | -------------------- | ---------------- | ------ |
| 01   | Lewis Hamilton       | McLaren-Mercedes | 48     |
| 02   | Fernando Alonso      | McLaren-Mercedes | 40     |
| 03   | Felipe Massa         | Ferrari          | 33     |
| 04   | Kimi Räikkönen       | Ferrari          | 27     |
| 05   | Nick Heidfeld        | BMW Sauber       | 26     |
| 06   | Giancarlo Fisichella | Renault          | 13     |
| 07   | Robert Kubica        | BMW Sauber       | 12     |
| 08   | Alexander Wurz       | Williams-Toyota  | 8      |
| 09   | Heikki Kovalainen    | Renault          | 8      |
| 10   | Nico Rosberg         | Williams-Toyota  | 5      |
| 11   | David Coulthard      | Red Bull-Renault | 4      |

| Pos. | Fahrer             | Konstrukteur       | Punkte |
| ---- | ------------------ | ------------------ | ------ |
| 12   | Takuma Satō        | Super Aguri-Honda  | 4      |
| 13   | Jarno Trulli       | Toyota             | 4      |
| 14   | Ralf Schumacher    | Toyota             | 2      |
| 15   | Mark Webber        | Red Bull-Renault   | 0      |
| 16   | Scott Speed        | Toro Rosso-Ferrari | 0      |
| 17   | Rubens Barrichello | Honda              | 0      |
| 18   | Anthony Davidson   | Super Aguri-Honda  | 0      |
| 19   | Jenson Button      | Honda              | 0      |
| 20   | Adrian Sutil       | Spyker-Ferrari     | 0      |
| 21   | Christijan Albers  | Spyker-Ferrari     | 0      |
| 22   | Vitantonio Liuzzi  | Toro Rosso-Ferrari | 0      |

### Konstrukteurswertung
| Pos. | Konstrukteur     | Punkte |
| ---- | ---------------- | ------ |
| 01   | McLaren Mercedes | 88     |
| 02   | Ferrari          | 60     |
| 03   | BMW Sauber       | 38     |
| 04   | Renault          | 21     |
| 05   | Williams-Toyota  | 13     |
| 06   | Toyota           | 6      |

| Pos. | Konstrukteur       | Punkte |
| ---- | ------------------ | ------ |
| 07   | Red Bull-Renault   | 4      |
| 08   | Super Aguri-Honda  | 4      |
| 09   | Toro Rosso-Ferrari | 0      |
| 10   | Honda              | 0      |
| 11   | Spyker-Ferrari     | 0      |